# Кривично дело
Кривично дело је дело човека које правни поредак забрањује под претњом примене кривичне санкције или је то људско понашање које производи штетну последицу за друштво због које оно реагује применом кривичне санкције према његовом учиниоцу. Кривично дело је радња човека која је у закону предвиђена као кривично дело, која је противправна и скривљена. Дакле, овако одређен појам кривичног дела има четири конститутивна елемента, при чему се дело човека, предвиђеност у закону и противправност сматрају објективним, а кривица субјективним елементом.

## Елементи кривичног дела
1. Први елеменат кривичног дела јесте то да оно мора бити дело човека (последица проузрокована људском радњом) Дакле, уколико је последица наступила нпр. дејством природне силе или животиње (сем ако је животињу, као средство извршења, искористио човек) кривично дело не постоји. Такође, кривично дело неће постојати онда када је учинилац лице које је млађе од 14 година, јер не постоји објективни услов (узраст) да би се то лице могло сматрати одговорним. Иначе, традиционалне дефиниције кривичног дела уместо појма дело користе појам радња, међутим, у нашој кривичноправној теорији, уобичајено је да се користи дело, као шири појам, који сем радње обухвата и последицу, као и узрочну везу између радње и последице.
2. Други елеменат јесте да је дело предвиђено у закону као кривично дело. Предвиђеност у закону јесте дериват најважнијег начела Кривичног права, начела законитости, које каже да се за неко дело учинилац може казнити само када су, у време извршења тог кривичног дела, његова обележја, као и казна која је за њега предвиђена била одређена у закону. Предвиђеност законом сужава круг противправних понашања на она противправна понашања која су проглашена кривичним делом. Оствареност свих обележја предвиђених у законском опису одређеног кривичног дела још не значи постојање кривичног дела, па чак ни кривичног неправа, тј. не може се рећи да је такво понашање кривично неправо - противправно у кривичноправном смислу.
3. Противправност се обично схвата као противност некој правној норми, односно кршење неког прописа људском радњом. Међутим, није свако противправно дело истовремено и кривично дело, јер постоје различити основи који могу искључити противправност (нпр. нужна одбрана, крајња нужда, вршење службене дужности, итд.), а када је противправност искључена онда нема ни кривичног дела. Тек уколико, у конкретном случају, не постоји неки од основа који искључују противправност, може се констатовати да је учињено кривично дело у непотпуном, објективном смислу (кривично неправо). Прва три поменута елемента могу постојати без четвртог – кривице (која се последња утврђује), док обрнуто није могуће – нема кривице уколико нису остварени објективни елементи.
4. Последњи елеменат кривичног дела јесте виност или кривица. Виност (кривица) је обавезан конститутивни елеменат општег појма кривичног дела. Без постојања кривице , нема уопште кривичног дела, нити се учињено кривично дело може ставити на терет његовом учиниоцу. Према члану 22.КЗ РС кривица постоји ако је учинилац у време када је учинио кривично дело био урачунљив и поступао са умишљајем или из нехата (уколико то закон изричито предвиђа) , а био је свестан или је био дужан и могао бити свестан да је његово дело забрањено. Кривицу чине три елемента: а) урачунљивост - способност за расуђивање (способност схватања значаја свога дела) и способност за одлучивање - способност управљања својим поступцима; б) умишљај и нехат, и в) свест, односно дужност и могућност постојања свести о забрањености дела, односно о противправности свога поступања. Кривица се може степеновати (умишљај, нехат), што је релевантно, пре свега, приликом одмеравања казне.

## Друштвена опасност
Друштвену опасност (иако се она, од стране теоретичара Кривичног права, редовно уноси у општи појам кривичног дела) Закон изоставља, јер је спорно да ли она уопште треба да уђе у појам кривичног дела. Наиме, као материјални елеменат (који даје одговор на питање зашто је неко дело уопште проглашено за кривично дело), сматра се да она треба да стоји ван општег појма кривичног дела, јер је она само законодавни мотив инкриминисања, односно она садржи критеријуме на основу којих се неко дело предвиђа у закону као кривично дело, или, још прецизније, она представља само материјалну страну противправности. Постоје још неки разлози због којих се друштвена опасност данас изоставља из општег појма кривичног дела: њена непрецизност (а начело законитости захтева да појмови у закону буду што одређенији), комплексност, али и велика повезаност са социјалистичком теоријом у Кривичном праву.

## Редослед елемената у појму
Онако као је дата, дефиниција кривичног дела представља једну прецизну и непроменљиву целину чији се значај види тек онда када суд утврђује да ли има места примени кривичноправних санкција у односу на неко дело. Тада се елементи кривичног дела могу посматрати као ступњеви у доказивању. Дакле, прво се одређује да ли постоји радња човека. А ако постоји да ли се она на неки начин може искључити. Ако може, онда има нема кривичног дела, ако не може иде се даље и утврђују се остали елементи - прво предвиђеност у закону (ако је дело није предвиђено у закону, онда се институти Кривичног права не могу ни примењивати), затим противправност (посматра се да ли постоји неки основ који искључује противправност), и напослетку да ли постоји кривица учиниоца, односно да ли је она довољног интензитета да се учинилац може казнити, као и да ли постоји неки основ који би могао кривицу да искључи. Тек уколико су испуњени сви ови елементи, можемо говорити о томе да постоји кривично дело и да се за то дело може изрећи одређена санкција.

## Међународно кривично право
Дефиниција међународног кривичног дела се састоји од пет елемената. То су:
1. забрањена радња је од значајног међународног интереса, посебно ако се њоме угрожава међународни мир и безбедност;
2. забрањена радња представља изузетан напад на вредности које уобичајено важе у међународној заједници, па се такав напад сматра ударом на осећај хуманости, односно општељудску свест;
3. забрањена радња има транснационалне импликације;
4. забрањена радња је штетна по међународно заштићена лица или интересе;
5. забрањена радња крши међународно заштићене интересе.

Међународно кривично дело (злочин) представља кршење међународних правила која повлаче индивидуалну кривичну одговорност појединца. О вај појам чине следећи елементи :
а) кршење међународних обичајних правила ;
б) ова правила имају за сврху да штите вредности које цела међународна заједница сматра важним и која обавезује све државе и све појединце ;
в) постоји универзални интерес за сузбијање тих кривичних дела, па свака држава може гонити и кажњавати учиниоце таквих дела без обзира где су  они извршени, од стране чијих држављана и на чију штету су таква дела извршена ,
г) ако је извршилац деловао у службеном својству (као државни или војни званичник) не може се позивати на имунитет од грађанске или кривичне јурисдикције.
У међународном кривичном праву може се применити исти појам кривичног дела, тј. међународно кривично дело има исте елементе као и у унутрашњем. Специфичност се односи на елемент предвиђености у закону где је у питању заправо предвиђеност у неком међународном акту, пре свега у међународним конвенцијама. Поред тога списак међународних кривичних дела далеко је краћи и ту поред четири базична (геноцид, ратни злочин, злочин против човечности и злочин против мира) ту спада и још један известан број дела као што су злочин апартхејда, пиратство и међународни тероризам.